# Hartford Wolf Pack
Hartford Wolf Pack är en amerikansk ishockeyorganisation vars lag är baserat i Hartford, Connecticut och som har varit medlemsorganisation i AHL sedan 1997. Laget ingår i MSG–sfären med dess huvudsamarbetspartner New York Rangers i NHL.
Hartford Wolf Pack bytte 2010 lagnamn till Connecticut Whale, och även logo och lagfärger. I maj 2013 slöt deras ägarbolag Madison Square Garden Company ett avtal med Global Spectrum (som i sin tur ägs av divisionsrivalen Philadelphia Flyers ägarbolag Comcast Spectacor) om marknadsföring och den dagliga skötseln av laget eftersom Global Spectrum redan hade den dagliga skötseln av arenan XL Center. Parterna kom samma år överens om att ta tillbaka det gamla lagnamnet i Hartford Wolf Pack och de gamla lagfärgerna; därmed dumpades Connecticut Whale och dess färger.